# 국영 인트라넷
국영 인트라넷 또는 국가 인트라넷(national intranet)은 국민의 통신을 통제 및 모니터링하고 외부 미디어에 대한 접근을 제한할 목적으로 국가가 글로벌 인터넷을 대체하기 위해 유지 관리하는 인터넷 프로토콜 기반의 폐쇄형 네트워크이다. 이란에서 할랄 인터넷이라는 용어를 사용하는 등 다른 이름이 사용되었다.
이러한 네트워크에는 일반적으로 국가가 통제하는 미디어와 외국이 운영하는 인터넷 서비스(검색 엔진, 웹 기반 이메일 등)에 대한 국가적 대안에 대한 액세스가 제공된다.

## 같이 보기
- 인트라넷
- 대중감시